# Lower East Side
Il Lower East Side è un quartiere della “circoscrizione” o “distretto” (borough) di Manhattan, nella città di New York. È situato lungo l'East River (uno stretto braccio di mare che separa Manhattan ad est da Brooklyn e dal Queens), all'incirca tra Canal Street ed Houston Street. Ad ovest è approssimativamente delimitato dalla Bowery.

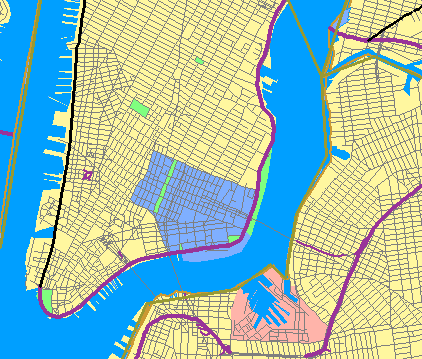
Localizzazione sulla mappa

## Descrizione
È uno dei quartieri più vivaci e più ricchi di storia di Manhattan, perché da sempre accoglie i nuovi immigrati. Nel corso del tempo vi si è stabilito un vero mosaico di popolazioni: irlandesi, neri, ebrei, italiani, cinesi, tedeschi e latino-americani, per citarne solo alcuni. Ogni etnia ha impresso il proprio segno distintivo nel tessuto urbano e si è adoperata per organizzarsi in comunità, creando proprie associazioni di mutuo soccorso. Queste società di assistenza svolgevano un ruolo fondamentale, offrendo al nuovo arrivato lavoro, alloggio e inserimento sociale. Le comunità erano fondate su criteri sia etnici sia religiosi; in questo modo, le organizzazioni non erano solo ebraiche, bensì ebraico russe, ebraico polacche, ebraico ungheresi irlandesi. Lo stesso valeva per immigrati italiani: essi si stabilirono nel Lower East Side non tanto in quanto italiani, bensì raggruppandosi nelle diverse vie e quartieri, a seconda della provenienza, veneti, campani, siciliani, pugliesi ecc. I nuovi immigrati hanno mantenuto e, in alcuni casi, sviluppato la cultura culinaria dei paesi originari e il Lower East Side propone infatti alcuni dei ristoranti migliori e meno cari della città.

## Chinatown

### Columbus Park
Si trova all'angolo tra Bayard e Mulberry Street. Occupa lo spazio di precedenti campi coltivati che nel XVII secolo appartenevano a Bayard, di cui una via porta ancora il nome. A metà del XIX secolo, Mulberry Street conduceva ai Five Points, nel centro del Sesto Distretto, che molti chiamavano "Bloody Old Sixth", il "maledetto vecchio sesto" (bloody significa anche sanguinante). Si trattava della zona più disastrata che New York abbia mai visto. All'epoca, l'area era il feudo della comunità irlandese, ma in seguito vi affluirono gli italiani, che cercavano alloggi a buon mercato e giungevano talvolta a vivere in dodici persone e più per stanza. Le baracche di Five Points furono rase al suolo nel 1892 e sostituite da Columbus Park. Fin dalla sua inaugurazione, il parco divenne il luogo prediletto delle orchestre all'aperto e delle cerimonie nazionali.
Nel Columbus Day ed in altri giorni festivi, i musicisti del quartiere si riunivano nel parco per suonare musiche italiane; gli ambulanti offrivano spuntini ed i fuochi d'artificio aggiungevano una nota di colore all'atmosfera festiva.

### Church of Transfiguration
Eretta nel 1801 in stile georgiano da una comunità inglese luterana della First Church of Zion, la chiesa ha subito nel tempo vari cambiamenti. Nel 1853, la Chiesa cattolica rilevò lo stabile perché le comunità italiana e irlandese, all'epoca in piena espansione, potessero praticarvi il culto. In seguito, negli anni '50, i cinesi popolarono la parrocchia, che oggi conta fedeli quasi esclusivamente di questa etnia. Negli orari apposti all'entrata della chiesa viene segnalato che la messa in rito cattolico è celebrata in cinese, cantonese e inglese.

## Trasporti
Il quartiere è servito dalla metropolitana di New York attraverso le stazioni di Grand Street (linea IND Sixth Avenue, treni delle linee B e D), Bowery (linea BMT Nassau Street, treni delle linee J e Z), Delancey Street-Essex Street (linee Nassau Street e Sixth Avenue, treni delle linee F, J, M e Z), Second Avenue e East Broadway (linea Sixth Avenue, treni della linea F).